# De re coquinaria

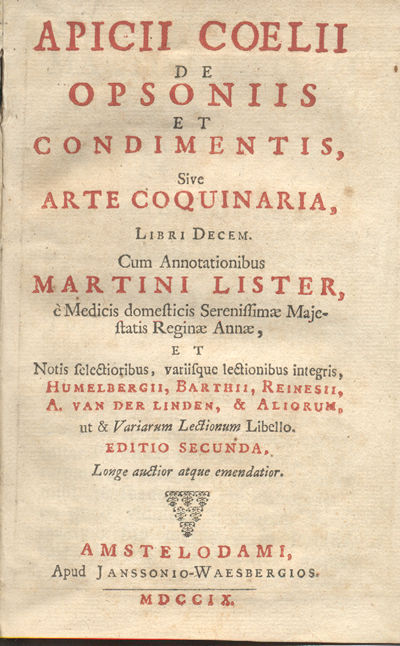
Página del título de una edición holandesa del siglo XVIII de Apicio, incluyendo también el título alternativo Arte Coquinaria.

De re coquinaria (Sobre materia de cocina) es un recetario en latín.
Esta obra se atribuye a un autor romano llamado Marco Gavio Apicio, que vivió en el siglo I, durante el reinado de Tiberio, pero en realidad se trata de una obra del siglo IV o V.
El libro ofrece no solo un conjunto de recetas sino que enseña diversos trucos culinarios para reutilizar, por ejemplo, las sobras de los alimentos cocinados o para preparar platos similares, pero con complejidad y costes diferentes. 

## Composición de la obra

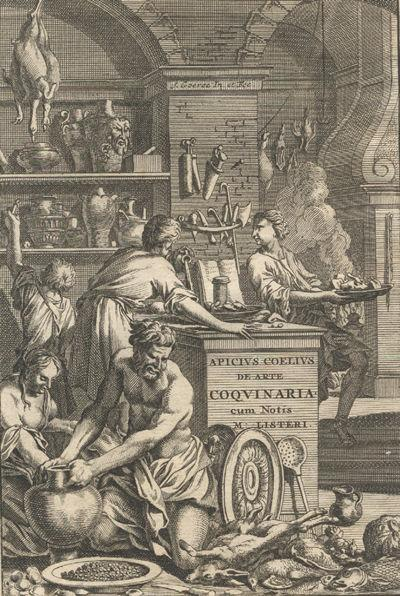
Frontispicio de una edición de 1709. Ámsterdam.

El libro se compone de once partes, dividida según los alimentos y preparaciones de la época:
1. Epimeles - El Chef
2. Sarcoptes - Carnes
3. Cepuros - Del jardín
4. Pandecter - Diferentes platos
5. Ospreos - Legumbres
6. [Tropetes] Aeropetes - Aves
7. Polyteles [voluntaria] volatilia - Aves
8. Tetrapus quadripedia - cuadrúpedos
9. Thalassa mare - Mariscos
10. Halieus piscatura - Pescados
11. Excerpta a Vinidario

### Textos y traducciones
- Apicius, Cookery and Dining in Imperial Rome tr. Joseph Dommers Vehling. 1936. [Inglés]
- Apicius, The Roman cookery book tr. Barbara Flower, Elisabeth Rosenbaum. London: Harrap, 1958. [Latín e inglés]
- Apicii decem libri qui dicuntur De re coquinaria ed. Mary Ella Milham. Leipzig: Teubner, 1969. [Latín]
- Apicius, L'art culinaire ed. Jacques André. París: Les Belles Lettres, 1974. [Latín y francés]
- John Edwards, The Roman cookery of Apicius. Vancouver: Hartley & Marks, 1984. [Inglés]
- Grocock, Christopher; Grainger, Sally (2006), Apicius. A critical edition with an introduction and an English translation, Totnes: Prospect Books, ISBN 1903018137.
- Apicio, Cocina romana. Trad. de Bárbara Pastor Artigues. Madrid: Ed. Coloquio, 1987. [Latín y Español]
- Apicio, De re coquinaria: antología de recetas de la Roma imperial. Ilustr.; ed. de Attilio A. del Re. Trad. Juana Barría. Barcelona: Alba, 2006. [Latín y español]
- Apici, Llibre de cuina. Introd., trad. de Bàrbara Matas Bellés  Barcelona: RBA, 2005. [Catalán]

### Material secundario
- Elisabeth Alföldi-Rosenbaum, "Apicius de re coquinaria and the Vita Heliogabali" in Bonner Historia-Augusta-Colloquium 1970 ed. J. Straub (Bonn, 1972) pp. 5-18.
- Carol Déry, 'The art of Apicius' in Cooks and other people: proceedings of the Oxford Symposium on Food and Cookery 1995 ed. Harlan Walker (Totnes: Prospect Books, 1996) pp. 111-7.
- Sally Grainger, Cooking Apicius: Roman recipes for today. Totnes: Prospect Books, 2006.
- Mary Ella Milham, A glossarial index to De re coquinaria of Apicius. Madison, 1952.
- Almudena Villegas, Gastronomía romana y dieta mediterránea: el recetario de Apicio. Córdoba, 2001.

Culinary Aspects of Ancient Rome. Ars Cibaria, ed. Cambridge Scholars, Newcastle Upon Tyne, 2021.
Luxus Mensae. Sociedad y Alimentación en Roma, ed. Tirant lo Blanc, Valencia, 2021. 